# ND1型柴油机车
ND1型柴油机车是中国铁路使用的柴油机车车型之一，也是中国铁路牵引动力内燃化的起点。该型机车于1958年至1959年从14台匈牙利进口，由冈茨车辆厂（Ganz）和马瓦格机车厂（MÁVAG）制造，是一款Bo-Bo轴式的600马力电力传动柴油机车，主要用于调车以及小运转作业，机车装用一台XVI Jv 170/240型四冲程柴油机。

## 运用历史
1956年，中华人民共和国铁道部制定了《铁路十二年科技发展规划》，提出牵引动力的改造是铁路技术改造的重点，要逐步由蒸汽机车转到电力机车和内燃机车。1957年，为了掌握国外内燃机车成熟产品的技术，中国决定小批引进匈牙利冈茨车辆厂（Ganz）和马瓦格机车厂（MÁVAG）制造的DVM2-2型柴油机车。1957年至1958年间，累计进口数量为14台。出口中国车型的工厂型号为DVM2-2K型柴油机车，型号中的“K”是“中国”（Kína）的匈牙利语首字母缩写。在中国铁路系统内该型机车被定型为ND1型柴油机车，“N”、“D”分别为内燃、电传动的汉语拼音首字母缩写。
1958年初，首批ND1型柴油机车到达太原铁路管理局集宁铁路分局集宁机务段，随后改为配属北京铁路局北京内燃机车折返段（后改称北京内燃机务段），并于1959年6月起开始在北京市郊牵引列车。1958年，随着甘肃省兰州地区的兰州炼油厂和兰州化学工业公司等石化企业陆续投产，为了保障石化产品储运过程的防火防爆安全，铁道部将一台ND1型柴油机车配属兰州铁路局，供兰州铁路枢纽颖川堡站和石岗站以及厂区专用线的调车作业使用，到1959年又增配至四台。1958年，乌鲁木齐铁路局（原铁道部第一工程局）哈密机务段配属两台ND1型机车用于调车，至1962年调拨到北京铁路局。
1961年，随着ND1型柴油机车陆续到达厂修周期，铁道部于是指定长辛店机车车辆工厂（今中车北京二七机车公司）承担该型机车的厂修任务，并由大连热力机车研究所、北京内燃机务段、长辛店机车车辆工厂联合编制了《ND1型内燃机车厂修规程》。同年，兰州铁路局兰州西机务段亦成立了内燃机车车间，承担ND1型机车的架修和定修任务。1971年，由于北京二七机车车辆工厂开始研制北京型柴油机车，在铁道部的安排下将ND1型柴油机车厂修任务转交成都机车车辆工厂负责。1975年6月，铁道部作出在全路范围内调整内燃机车车型的决定，将北京内燃机务段的全部ND1型柴油机车，连同从匈牙利进口的四组NC3型柴油动车组，调拨给兰州铁路局兰州西机务段实施集中配属。1984年4月，经铁道部批准，兰州西机务段的ND1型柴油机车全部停运报废。
在1958年大跃进形势的推动下，长辛店机车车辆工厂提出制造柴油机车的计划，并得到了铁道部和北京市政府的支持。工厂通过测绘仿制刚进口的ND1型机车，于1958年8月13日制造出中国第一台国产柴油机车，被命名为建设型柴油机车，其设计和结构基本全盘仿照ND1型机车，仅机车外形和总体布置作了部分修改。随后，建设型柴油机车在线路上进行了试运行，但未正式投入运用和批量生产。

## 技术特点
ND1型柴油机车是直流电力传动的四轴柴油机车，既可以用于编组站的调车作业，也可以担当干线小运转牵引任务。机车采用单司机室、外走廊式布置的全钢电焊结构罩式车体，车体从前端至后端分为冷却室、机械室和司机室三个部分。动力室内安装了一套柴油发电机组，柴油机曲轴自由端与牵引发电机相连，曲轴的飞轮端经万向轴和齿轮箱与辅助发电机和励磁机相连。冷却室内装有冷却系统以及空气压缩机等辅助设备，冷却系统由散热器组和冷却风扇组成，薄片状散热器安装在冷却室两侧的通风百叶窗内。主车架下方有两台可互换使用的转向架，之间悬挂着一个可载1000公斤柴油的燃油箱。机车装用一台四冲程、V型结构、16气缸、无增压、预燃室式、顶置凸轮轴的XVI Jv 170/240型柴油机，气缸内径为170毫米，活塞行程为240毫米，装车功率为600马力（442千瓦），标定转速为每分钟1100转，单位燃油消耗率为175克/有效马力·小时。
传动系统使用直—直流电传动装置，柴油机直接驱动一台直流牵引发电机，并将发出的直流电供给四台直流牵引电动机。DVM2型柴油机车使用冈茨EBSc 41/200型直流发电机，主磁极设有自励、他励、起动、差励、补偿绕组，冷却方式为自带风扇强迫通风，额定功率为370千瓦，额定电流为1400安培，额定电压为265伏特。牵引发电机在柴油机启动时亦作为起动电动机使用，起动时由48伏蓄电池供电。每个转向架装有两台冈茨TC 32.44a/14K型串励直流牵引电动机，四台牵引电动机采用“两串两并”方式连接（即每两台牵引电动机分为一组串联连接，两组牵引电动机并联连接），牵引电动机的额定功率为79千瓦，额定电流为815安培，额定电压为282伏特，并且可使用一级磁场削弱以扩大机车恒功速度范围。
机车走行部为两台二轴转向架，转向架构架采用“日”字形的钢板焊接结构，车轴轴箱采用导框式定位结构。车体重量的垂直载荷通过构架侧梁上的四个旁承支承，并通过两个并列的螺旋弹簧
传递到构架侧梁内侧的均衡梁。牵引力和制动力通过中心支承装置和均衡梁传递到车体。牵引电动机采用滑动抱轴承半悬挂驱动方式，牵引电动机的一侧悬挂在转向架横梁托架上，而另一侧通过抱轴瓦悬挂在车轴上。机车采用带辅助制动阀的克诺尔空气制动机，基础制动装置采用单侧闸瓦制动，每台转向架设有两个制动缸和四块闸瓦。

## 参看
- 冈茨公司
- 冈茨-詹德拉西克柴油机
- DVM2型柴油机车
- NC3型柴油动车组
- 建设型柴油机车